# 森谷俊雄

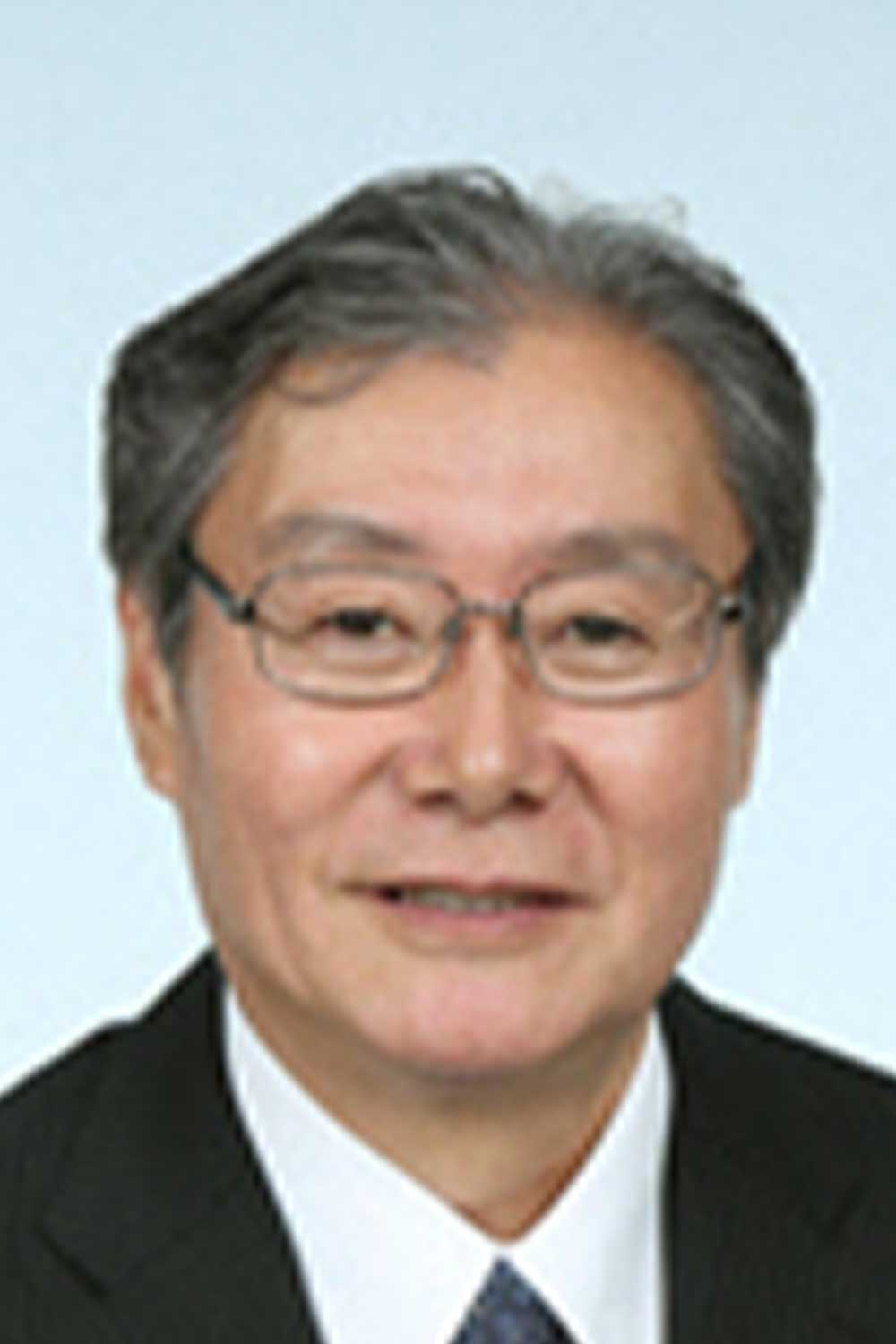
内閣府地方創生推進室より公表された肖像画像

森谷 俊雄（もりや としお、1954年7月4日 - ）は、日本の政治家、地方公務員。山形県環境エネルギー部長や、モンテディオ山形代表取締役社長を経て、河北町長。

## 人物・経歴
山形県西村山郡河北町出身。山形県立寒河江高等学校を経て、1978年東北大学法学部卒業、山形県入庁。2004年最上総合支庁企画振興課長。2006年人事課長。2009年総務部次長。2011年企画振興部長。2012年環境エネルギー部長。2015年公益財団法人山形県産業技術振興機構専務理事。
同年から株式会社モンテディオ山形代表取締役社長を務めたが、2018年にJ1リーグ昇格に向け後任を外部招請する意向を示して途中退任した。2019年吉村美栄子山形県知事の河北後援会などの推薦を受け、無投票で河北町長に当選した。